# Íñigo López de Mendoza i Quiñones
Íñigo López de Mendoza i Quiñones, (n. Guadalajara, Corona de Castella, 1440 - Granada, Espanya, 20 de juliol de 1515), va ser un noble espanyol, primer marquès de Mondéjar i Segon Comte de Tendilla, conegut com El Gran Tendilla, de la Casa Mendoza, era fill d'Íñigo López de Mendoza i Figueroa primer comte de Tendilla i net del poeta i poderós senyor Íñigo López de Mendoza, el Marquès de Santillana. S'educà a la casa del seu avi, però va rebre aprenentatge polític i militar a casa del seu pare i del seu oncle el cardenal Mendoza.